# Harper's Weekly
Harper's Weekly (A Journal of Civilization) est un magazine hebdomadaire politique américain publié à New York par la maison d'édition Harper & Brothers de 1857 à 1916. Ses centres d'intérêt sont l'actualité étrangère et domestique, la fiction, la publication d'essais sur les sujets les plus divers et l'humour. Pendant la période lors de laquelle son audience et son influence sont les plus larges, il sert de forum au dessinateur et caricaturiste Thomas Nast.

## Les débuts

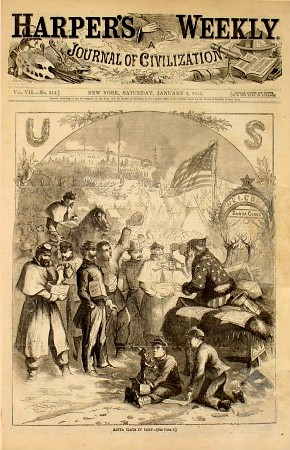
Harper's Weekly. A Journal of Civilization : couverture du 3 janvier 1863, par Thomas Nast.

La maison d'édition Harper & Brothers est fondée en 1825 par James, John, Fletcher et Wesley Harper. S'inspirant du succès rencontré par l'Illustrated London News, Fletcher entreprend la publication de l’Harper’s Monthly en 1850. Ce journal mensuel édite surtout des auteurs consacrés tels que Dickens et Thackeray et il rencontre suffisamment de succès pour que soit envisagé le lancement d'un journal hebdomadaire en 1857.
En 1860, le tirage du Harper's Weekly atteint les 200 000 exemplaires. Une place importante y est réservée à l'illustration; c'est d'ailleurs l'un des facteurs de son succès auprès du public et il acquiert vite la réputation d'attirer les dessinateurs les plus connus de l'époque comme Winslow Homer, Granville Perkins ou Livingston Hopkins. Parmi ses rubriques les plus appréciées, il y a les caricatures politiques de Thomas Nast, qui entre au journal en 1862 et y restera pendant plus de vingt ans. Caricaturiste redouté, Nast est considéré comme le père de la caricature politique américaine. Il est à l'origine de l'utilisation de figures animales pour représenter les partis politiques de son pays : l'âne pour les démocrates et l'éléphant pour les républicains.

## La guerre de Sécession
Pour ne pas se priver de son important lectorat du Sud, le Harper’s adopte une ligne éditoriale modérée sur la question de l'esclavage et cette position lui vaut d'être surnommé le « Harper’s Weakly » (le « Harper's faiblard », jeu de mots entre weekly et weakly qui se prononcent de la même façon) par des publications plus radicales. Le journal soutient la candidature à la présidence de Stephen A. Douglas contre celle d'Abraham Lincoln, mais lorsque la guerre civile se déclare, il prend résolument le parti de ce dernier et de l'Union. C'est sans doute pendant cette période troublée que paraissent certains de ses articles et illustrations les plus importants, envoyés du front par ses collaborateurs : Homer, Nast mais aussi Theodore R. Davis, Henry Mosler ainsi que les frères Alfred et William Waud.

## «Faiseur de président»

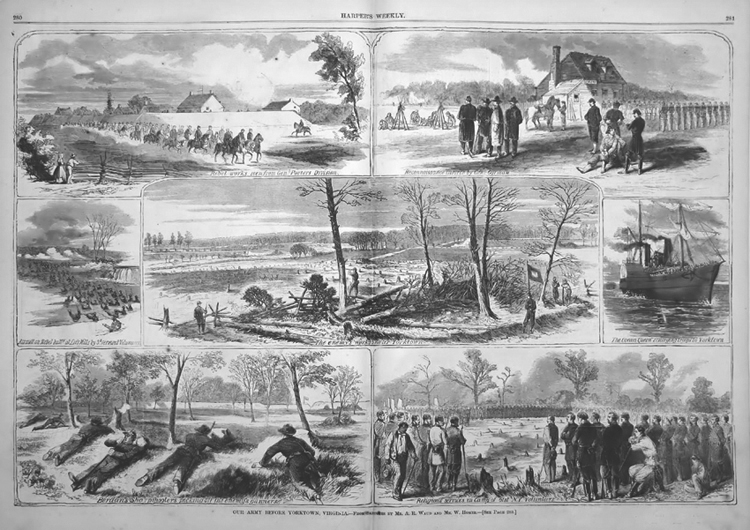
Illustration typique d'une page centrale publiée en 1862 et qui représente la bataille de Yorktown saisie par les « reporters spéciaux »

Après la guerre, le Harper's Weekly penche pour le parti républicain et joue un rôle important dans les campagnes qui conduisent à l'élection d'Ulysses Grant en 1868 et 1872. En 1870, Thomas Nast entame une campagne impitoyable contre le leader politique corrompu de New York William Tweed, dit « Boss Tweed ». Il refuse notamment un pot-de-vin de 500 000 dollars pour cesser ses attaques et Tweed finit par être arrêté et condamné pour fraude en 1873. Nast et le journal jouent encore un rôle déterminant dans le succès de Rutherford B. Hayes à l'élection présidentielle de 1876. Plus tard, Hayes dira de Nast qu'il fut son appui individuel le plus puissant.
En 1884, Nast soutient le candidat démocrate Grover Cleveland et l'aide à devenir le premier président démocrate depuis 1856. Selon Thomas Nast St Hill, le petit-fils de l'artiste, l'engagement de Nast aurait permis à Cleveland d'obtenir la petite marge de voix qui a rendu possible son élection et ainsi, lors de la dernière campagne électorale dans laquelle il s'est impliqué, Nast aurait littéralement « fait » un président. Cependant, le décès de Fletcher Harper en 1877 entraîne une modification de la politique éditoriale du journal et impose des contraintes à Nast qui amène ce dernier à espacer ses contributions.
Nast quitte le journal après une dernière illustration pour le Noël de 1886. Selon les mots du journaliste Henry Watterson, « en quittant le Harper's Weekly, Nast a perdu sa tribune ; en le perdant, le Harper's Weekly a perdu son importance politique ». 
Thure de Thulstrup y livra des illustrations durant trente ans. Edward Penfield en fut le directeur artistique de 1890 à 1901.

## LeXXesiècle

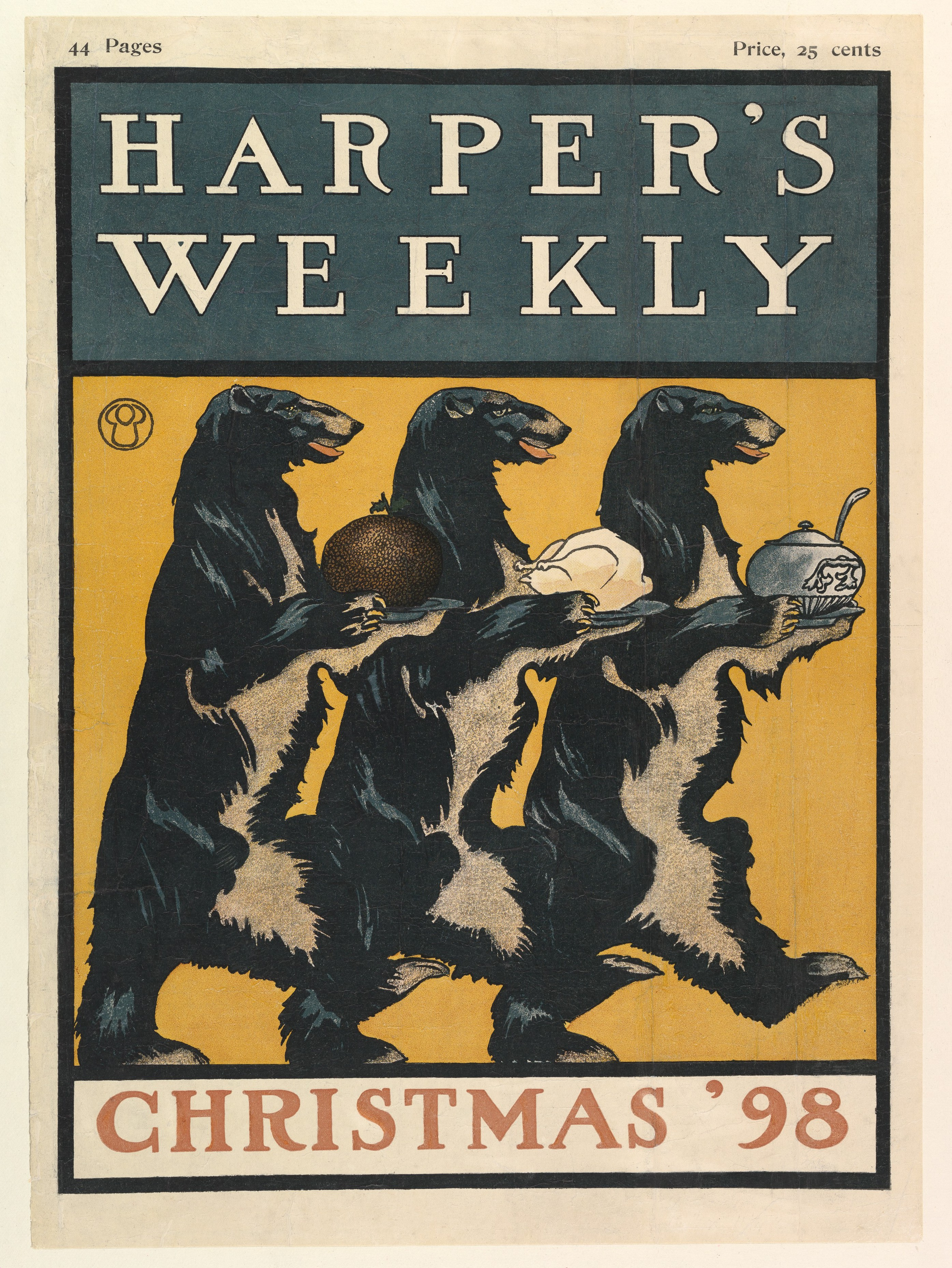
Affiche pour l'édition de noël 1898, par Edward Penfield.

Après 1900, le Harper’s Weekly, retrouve une ambition politique et sociale en s'assurant la collaboration d'hommes politiques de premier plan tels que Theodore Roosevelt et Woodrow Wilson.
Le Harper's Weekly publie son dernier numéro le 13 mai 1916. Le journal est alors absorbé par l'Independent qui lui-même fusionne avec The Outlook en 1928.
Au milieu des années 1970, le Harper's Magazine sort à New York un magazine bi-hebdomadaire sous le titre de Harper's Weekly dont le contenu est surtout constitué de contributions de lecteurs.

## Sherlock Holmes
Le Harper's Weekly est le premier journal américain à publier une aventure de Sherlock Holmes : la nouvelle La Boîte en carton est ainsi au sommaire du numéro du 14 janvier 1893.